# Colombiaans voetbalelftal in 2014
Het Colombiaans voetbalelftal speelde in totaal dertien officiële interlands in het jaar 2014, waaronder vijf duels bij het WK voetbal 2014 in Brazilië. De ploeg onder leiding van de Argentijnse coach José Pékerman wist zich te kwalificeren voor de kwartfinales, waarin het werd uitgeschakeld door gastland Brazilië (2-1). Op de in 1993 geïntroduceerde FIFA-wereldranglijst steeg Colombia in 2013 van de vierde (januari 2014) naar de derde plaats (december 2014).

## Balans
| Wedstrijden | Wedstrijden | Wedstrijden | Wedstrijden | Doelpunten | Doelpunten | Doelpunten | Punten |
| Gespeeld    | Winst       | Gelijk      | Verlies     | Voor       | Tegen      | Saldo      | Punten |
| ----------- | ----------- | ----------- | ----------- | ---------- | ---------- | ---------- | ------ |
| 13          | 9           | 2           | 2           | 25         | 9          | +16        | 1.538  |

## Interlands
|                                                              |                            |       |                  | |
| 5 maart Vriendschappelijk № 505 «onderlinge duels» 20:00 uur | Colombia                   | 1 – 1 | Tunesië          | Estadi Cornellà-El Prat, Cornellà de Llobregat Toeschouwers: 5.000 Scheidsrechter: Javier Estrada (ESP) |
| 5 maart Vriendschappelijk № 505 «onderlinge duels» 20:00 uur | James Rodríguez 21' (pen.) |       | 36' Wahbi Khazri | Estadi Cornellà-El Prat, Cornellà de Llobregat Toeschouwers: 5.000 Scheidsrechter: Javier Estrada (ESP) |

|                                                             |                                        |       |                                     |                                                                                                   |
| 31 mei Vriendschappelijk № 506 «onderlinge duels» 22:00 uur | Colombia                               | 2 – 2 | Senegal                             | Estadio El Nuevo Gasómetro, Buenos Aires Toeschouwers: 15.000 Scheidsrechter: Silvio Trucco (ARG) |
| 31 mei Vriendschappelijk № 506 «onderlinge duels» 22:00 uur | Teófilo Gutiérrez 11' Carlos Bacca 45' |       | 46' Moussa Konaté 50' Cheikh N'Doye | Estadio El Nuevo Gasómetro, Buenos Aires Toeschouwers: 15.000 Scheidsrechter: Silvio Trucco (ARG) |

|                                                             |                                                                      |       |          |                                                                                            |
| 6 juni Vriendschappelijk № 507 «onderlinge duels» 20:00 uur | Colombia                                                             | 3 – 0 | Jordanië | Estadio Pedro Bidegain, Buenos Aires Toeschouwers: 15.000 Scheidsrechter: Pablo Díaz (ARG) |
| 6 juni Vriendschappelijk № 507 «onderlinge duels» 20:00 uur | James Rodríguez 42' (pen.) Juan Cuadrado 83' (pen.) Fredy Guarín 89' |       |          | Estadio Pedro Bidegain, Buenos Aires Toeschouwers: 15.000 Scheidsrechter: Pablo Díaz (ARG) |

| WK voetbal 2014 |
| --------------- |

|                                                                         |                                                             |       |             |                                                                                 |
| 14 juni WK-eindronde Groep C № 508 «onderlinge duels» 17:00 uur (UTC−3) | Colombia                                                    | 3 – 0 | Griekenland | Mineirão, Belo Horizonte Toeschouwers: 57.174 Scheidsrechter: Mark Geiger (USA) |
| 14 juni WK-eindronde Groep C № 508 «onderlinge duels» 17:00 uur (UTC−3) | Pablo Armero 6' Teófilo Gutiérrez 58' James Rodríguez 90+1' |       |             | Mineirão, Belo Horizonte Toeschouwers: 57.174 Scheidsrechter: Mark Geiger (USA) |

|                                                                         |                                       |       |              |                                                                                               |
| 19 juni WK-eindronde Groep C № 509 «onderlinge duels» 17:00 uur (UTC−3) | Colombia                              | 2 – 1 | Ivoorkust    | Estádio Nacional de Brasília, Brasilia Toeschouwers: 68.748 Scheidsrechter: Howard Webb (ENG) |
| 19 juni WK-eindronde Groep C № 509 «onderlinge duels» 17:00 uur (UTC−3) | James Rodríguez 64' Juan Quintero 70' |       | 73' Gervinho | Estádio Nacional de Brasília, Brasilia Toeschouwers: 68.748 Scheidsrechter: Howard Webb (ENG) |

|                                                                         |                      |       |                                                                                        |                                                                                 |
| 24 juni WK-eindronde Groep C № 510 «onderlinge duels» 16:00 uur (UTC−4) | Japan                | 1 – 4 | Colombia                                                                               | Arena Pantanal, Cuiabá Toeschouwers: 40.340 Scheidsrechter: Pedro Proença (POR) |
| 24 juni WK-eindronde Groep C № 510 «onderlinge duels» 16:00 uur (UTC−4) | Shinji Okazaki 45+1' |       | 17' (pen.) Juan Cuadrado 55' Jackson Martínez 82' Jackson Martínez 89' James Rodríguez | Arena Pantanal, Cuiabá Toeschouwers: 40.340 Scheidsrechter: Pedro Proença (POR) |

|                                                                                |                                         |       |         |                                                                                   |
| 28 juni WK-eindronde Achtste finale № 511 «onderlinge duels» 17:00 uur (UTC−3) | Colombia                                | 2 – 0 | Uruguay | Maracanã, Rio de Janeiro Toeschouwers: 73.804 Scheidsrechter: Björn Kuipers (NED) |
| 28 juni WK-eindronde Achtste finale № 511 «onderlinge duels» 17:00 uur (UTC−3) | James Rodríguez 28' James Rodríguez 50' |       |         | Maracanã, Rio de Janeiro Toeschouwers: 73.804 Scheidsrechter: Björn Kuipers (NED) |

|                                                                            |                                |       |                            |                                                                               |
| 4 juli WK-eindronde Kwartfinale № 512 «onderlinge duels» 17:00 uur (UTC−3) | Brazilië                       | 2 – 1 | Colombia                   | Castelão, Fortaleza Toeschouwers: 60.342 Scheidsrechter: Carlos Velasco (ESP) |
| 4 juli WK-eindronde Kwartfinale № 512 «onderlinge duels» 17:00 uur (UTC−3) | Thiago Silva 7' David Luiz 69' |       | 80' (pen.) James Rodríguez | Castelão, Fortaleza Toeschouwers: 60.342 Scheidsrechter: Carlos Velasco (ESP) |

|  |  |  |  |  |  |  |  |  |

|                                                                  |            |       |          |                                                                                         |
| 5 september Vriendschappelijk № 513 «onderlinge duels» 20:00 uur | Brazilië   | 1 – 0 | Colombia | Sun Life Stadium, Miami Gardens Toeschouwers: 73.479 Scheidsrechter: David Gantar (CAN) |
| 5 september Vriendschappelijk № 513 «onderlinge duels» 20:00 uur | Neymar 83' |       |          | Sun Life Stadium, Miami Gardens Toeschouwers: 73.479 Scheidsrechter: David Gantar (CAN) |

|                                                                 |                                                     |       |             |                                                                                  |
| 10 oktober Vriendschappelijk № 514 «onderlinge duels» 20:00 uur | Colombia                                            | 3 – 0 | El Salvador | Red Bull Arena, Harrison Toeschouwers: 25.000 Scheidsrechter: David Gantar (CAN) |
| 10 oktober Vriendschappelijk № 514 «onderlinge duels» 20:00 uur | Radamel Falcao 8' Carlos Bacca 49' Carlos Bacca 51' |       |             | Red Bull Arena, Harrison Toeschouwers: 25.000 Scheidsrechter: David Gantar (CAN) |

|                                                                 |        |                     |          |                                                                                 |
| 14 oktober Vriendschappelijk № 515 «onderlinge duels» 20:15 uur | Canada | 0 – 1               | Colombia | Red Bull Arena, Harrison Toeschouwers: 22.727 Scheidsrechter: Juan Guzman (USA) |
| 14 oktober Vriendschappelijk № 515 «onderlinge duels» 20:15 uur |        | 75' James Rodríguez |          | Red Bull Arena, Harrison Toeschouwers: 22.727 Scheidsrechter: Juan Guzman (USA) |

|                                                                  |                          |       |                                        |                                                                                    |
| 14 november Vriendschappelijk № 516 «onderlinge duels» 20:45 uur | Verenigde Staten         | 1 – 2 | Colombia                               | Craven Cottage, Londen Toeschouwers: 24.235 Scheidsrechter: Szymon Marciniak (POL) |
| 14 november Vriendschappelijk № 516 «onderlinge duels» 20:45 uur | Jozy Altidore 10' (pen.) |       | 60' Carlos Bacca 87' Teófilo Gutiérrez | Craven Cottage, Londen Toeschouwers: 24.235 Scheidsrechter: Szymon Marciniak (POL) |

|                                                                  |          |                  |          |                                                                                      |
| 18 november Vriendschappelijk № 517 «onderlinge duels» 18:00 uur | Slovenië | 0 – 1            | Colombia | Stadion Stožice, Ljubljana Toeschouwers: 15.230 Scheidsrechter: Pappas Andreas (GRE) |
| 18 november Vriendschappelijk № 517 «onderlinge duels» 18:00 uur |          | 43' Adrián Ramos |          | Stadion Stožice, Ljubljana Toeschouwers: 15.230 Scheidsrechter: Pappas Andreas (GRE) |

## FIFA-wereldranglijst
| JAN | FEB | MAR | APR | MEI | JUN | JUL | AUG | SEP | OKT | NOV | DEC |
| --- | --- | --- | --- | --- | --- | --- | --- | --- | --- | --- | --- |
| 4   | 5   | 5   | 4   | 5   | 8   | 4   | 4   | 3   | 3   | 3   | 3   |

## Statistieken
| David Ospina        | 1988-08-31 | Arsenal           | 8  | 0 | 0 | 50  | 0  |
| Camilo Vargas       | 1989-03-09 | Santa Fe          | 4  | 0 | 0 | 4   | 0  |
| Faryd Mondragón     | 1971-06-21 | Deportivo Cali    | 1  | 2 | 0 | 51  | 0  |
| Verdediging         |            |                   |    |   |   |     |    |
| Cristián Zapata     | 1986-09-30 | AC Milan          | 8  | 1 | 0 | 29  | 0  |
| Mario Yepes         | 1976-01-13 | CA San Lorenzo    | 7  | 0 | 0 | 101 | 6  |
| Santiago Arias      | 1992-01-13 | PSV Eindhoven     | 6  | 5 | 0 | 14  | 0  |
| Éder Balanta        | 1993-02-28 | CA River Plate    | 3  | 2 | 0 | 5   | 0  |
| Jeison Murillo      | 1992-05-27 | Granada CF        | 3  | 1 | 0 | 4   | 0  |
| Carlos Valdés       | 1985-05-22 | Club Nacional     | 3  | 1 | 0 | 16  | 2  |
| Pedro Franco        | 1991-04-23 | Beşiktaş          | 2  | 0 | 0 | 2   | 0  |
| Luis Amaranto Perea | 1979-01-30 | Cruz Azul         | 1  | 0 | 0 | 76  | 0  |
| Brayan Angulo       | 1989-11-02 | PFK Ludogorets    | 0  | 1 | 0 | 1   | 0  |
| Daniel Bocanegra    | 1987-04-23 | Atlético Nacional | 0  | 1 | 0 | 1   | 0  |
| Middenveld          |            |                   |    |   |   |     |    |
| Pablo Armero        | 1986-11-02 | AC Milan          | 12 | 1 | 1 | 62  | 2  |
| Juan Cuadrado       | 1988-05-26 | Chelsea           | 11 | 1 | 2 | 38  | 5  |
| Carlos Sánchez      | 1986-02-06 | Aston Villa       | 8  | 2 | 0 | 53  | 0  |
| Juan Camilo Zúñiga  | 1985-12-14 | SSC Napoli        | 8  | 0 | 0 | 60  | 1  |
| Abel Aguilar        | 1985-01-06 | Toulouse FC       | 6  | 3 | 0 | 47  | 2  |
| Alexander Mejía     | 1988-09-07 | CF Monterrey      | 4  | 5 | 0 | 16  | 0  |
| Fredy Guarín        | 1986-06-30 | Inter Milaan      | 3  | 3 | 1 | 54  | 4  |
| Aldo Ramírez        | 1981-04-18 | Atlas Guadalajara | 2  | 0 | 0 | 29  | 1  |
| Juan Quintero       | 1993-01-18 | FC Porto          | 1  | 6 | 1 | 10  | 1  |
| Edwin Cardona       | 1992-12-08 | CF Monterrey      | 1  | 1 | 0 | 2   | 0  |
| Edwin Valencia      | 1985-03-29 | Fluminense FC     | 1  | 0 | 0 | 15  | 0  |
| Macnelly Torres     | 1984-11-01 | Al Shabab         | 0  | 1 | 0 | 38  | 3  |
| Aanval              |            |                   |    |   |   |     |    |
| James Rodríguez     | 1991-07-12 | Real Madrid       | 11 | 1 | 9 | 31  | 12 |
| Teófilo Gutiérrez   | 1985-05-27 | CA River Plate    | 9  | 1 | 3 | 37  | 14 |
| Victor Ibarbo       | 1990-05-19 | AS Roma           | 6  | 0 | 0 | 12  | 1  |
| Jackson Martínez    | 1986-10-03 | FC Porto          | 4  | 5 | 2 | 33  | 10 |
| Carlos Bacca        | 1986-09-08 | Sevilla FC        | 4  | 3 | 4 | 15  | 6  |
| Adrián Ramos        | 1986-01-22 | Borussia Dortmund | 2  | 9 | 1 | 33  | 4  |
| Carlos Carbonero    | 1990-07-25 | AC Cesena         | 2  | 2 | 0 | 5   | 0  |
| Radamel Falcao      | 1986-02-10 | Manchester United | 2  | 1 | 1 | 54  | 21 |
| Yimmi Chará         | 1991-04-02 | CF Monterrey      | 0  | 2 | 0 | 2   | 0  |

Colfútbol · A-internationals · Selecties · Statistieken · Bondscoaches · Colombiaans vrouwenelftal · Olympisch elftal · Colombia U20 · Colombia U17
1938 – 1949 ·
1950 – 1959 ·
1960 – 1969 ·
1970 – 1979 ·
1980 – 1989 ·
1990 – 1999 ·
2000 – 2009 ·
2010 – 2019 ·
2020 – 2029
WK 1962 · 
WK 1990 · 
WK 1994 · 
WK 1998 · 
WK 2014 · 
WK 2018
OS 1968 · 
OS 1972 · 
OS 1980 · 
OS 1992 · 
OS 2016
1938 · 
1939 · 1940 · 1941 · 1942 · 1943 · 1944 · 
1946 · 
1947 · 
1948 · 
1949 · 
1950 · 1951 · 1952 · 1953 · 1954 · 1955 · 1956 · 
1957 · 
1958 · 1959 · 1960 · 
1961 · 
1962 · 
1963 · 
1964 · 
1965 · 
1966 · 
1967 · 
1968 · 
1969 · 
1970 · 
1971 · 
1972 · 
1973 · 
1974 · 
1975 · 
1976 · 
1977 · 
1978 · 
1979 · 
1980 · 
1981 · 
1982 · 
1983 · 
1984 · 
1985 · 
1986 · 
1987 · 
1988 · 
1989 · 
1990 ·
1991 · 
1992 · 
1993 · 
1994 · 
1995 · 
1996 · 
1997 · 
1998 · 
1999 · 
2000 · 
2001 · 
2002 · 
2003 · 
2004 · 
2005 · 
2006 · 
2007 · 
2008 · 
2009 · 
2010 · 
2011 · 
2012 · 
2013 · 
2014 · 
2015 · 
2016 · 
2017 ·
2018 ·
2019 ·
2020 ·
2021
Algerije ·
Argentinië ·
Australië ·
Bahrein ·
België ·
Bolivia · 
Brazilië ·
Canada ·
Chili ·
China · 
Costa Rica ·
Cuba ·
DDR ·
Duitsland ·
Ecuador ·
Egypte ·
El Salvador ·
Engeland ·
Finland ·
Frankrijk ·
Griekenland ·
Guatemala · 
Haïti ·
Honduras ·
Hongarije ·
Hongkong ·
Ierland ·
Irak ·
Israël ·
Ivoorkust ·
Jamaica ·
Japan ·
Joegoslavië ·
Jordanië ·
Kameroen ·
Koeweit · 
Liberia · 
Marokko ·
Mexico ·
Montenegro ·
Nederland ·
Nederlandse Antillen ·
Nicaragua ·
Nieuw-Zeeland · 
Nigeria ·
Noord-Ierland ·
Noorwegen ·
Panama ·
Paraguay ·
Peru ·
Polen ·
Puerto Rico ·
Qatar ·
Roemenië ·
Saoedi-Arabië ·
Schotland ·
Senegal ·
Servië ·
Slovenië ·
Slowakije ·
Sovjet-Unie ·
Spanje ·
Trinidad en Tobago ·
Tsjecho-Slowakije ·
Tunesië · 
Turkije · 
Uruguay ·
Venezuela ·
Verenigde Arabische Emiraten · 
Verenigde Staten ·
Zuid-Afrika ·
Zuid-Korea ·
Zweden ·
Zwitserland
Brazilië (2014) ·
Engeland (2018) ·
Griekenland (2014) ·
Ivoorkust (2014) ·
Japan (2014) ·
Japan (2018) ·
Polen (2018) ·
Senegal (2018) ·
Uruguay (2014)